# Leine (Aller)
Die Leine ist ein knapp 280 km langer, südlicher und orographisch linker Nebenfluss der Aller in Thüringen und Niedersachsen (Flusssystem der Weser); der niedersächsische Abschnitt des Flusses ist 239,9 km lang.
Das Einzugsgebiet der Leine von 6517,35 km² umfasst 42 % des Flussgebiets der Aller. Der Fluss ist Namenspate des Leineberglands, zu dem weite Teile des Niedersächsischen Berglands gehören, und des historischen Leinegaus.

## Geografie

### Gewässerkundliche Daten
An der Mündung in die Aller ist die Leine wasserreicher als diese und daher hydrologisch der Hauptstrang des Aller-Flusssystems. Obwohl die Aller am Mündungspunkt über ihren namentlichen Fließweg kürzer ist als die Leine, ist die Aller über deren hydrologischen Ober- und Mittellauf, die Oker, etwas länger als die Leine. 
In ähnlicher Weise ist im Verlauf der Leine der namentliche Nebenfluss Rhume wasserreicher als die Leine oberhalb. An Länge übertrifft hier jedoch die Leine die Rhume, selbst wenn man über deren Hauptstrang, die Harzer  Oder, misst.

### Verlauf

#### Quellgebiet
Die Leine entspringt im Süden des thüringischen Eichsfelds in Leinefelde, heute Teil der Gemeinde Leinefelde-Worbis. Genannt werden sieben bis zwölf unterschiedlich ergiebige Quellen auf privaten Grundstücken zwischen dem Josef-Heike-Weg und der Johann-Carl-Fuhlrott-Straße. Ein weiterer Quellarm, der Rödichengraben, entspringt ungefähr 700 m östlich des Quellgebietes zwischen der Triftstraße und dem westlichen Rand des Bahnhofsgeländes in der Breitenhölzer Straße. Nach 460 m Fließstrecke ab der gärtnerisch gestalteten Quelle in der Altstadt fließt die Stadtleine mit dem längsten der Quellbäche zusammen. Dieser ist in Karten mit dem Namen Line eingetragen, der niederdeutschen Form des Namens Leine. Er entspringt auf 400 m ü. NHN an der Nordostseite des Zehnsberges.(⊙) Auf den fast sechs Kilometern bis zum Zusammenfluss sammelt er so viel Wasser, dass er dort deutlich wasserreicher ist als die Stadtleine. Hydrologisch der Hauptquellast der Leine, ist er zwar im Thüringer Kartenportal mit der GKZ 488112 als Nebenzufluss klassifiziert, aber in den Portalen Niedersachsens und der Bundesanstalt für Gewässerkunde als oberster Flussabschnitt der Leine dargestellt.

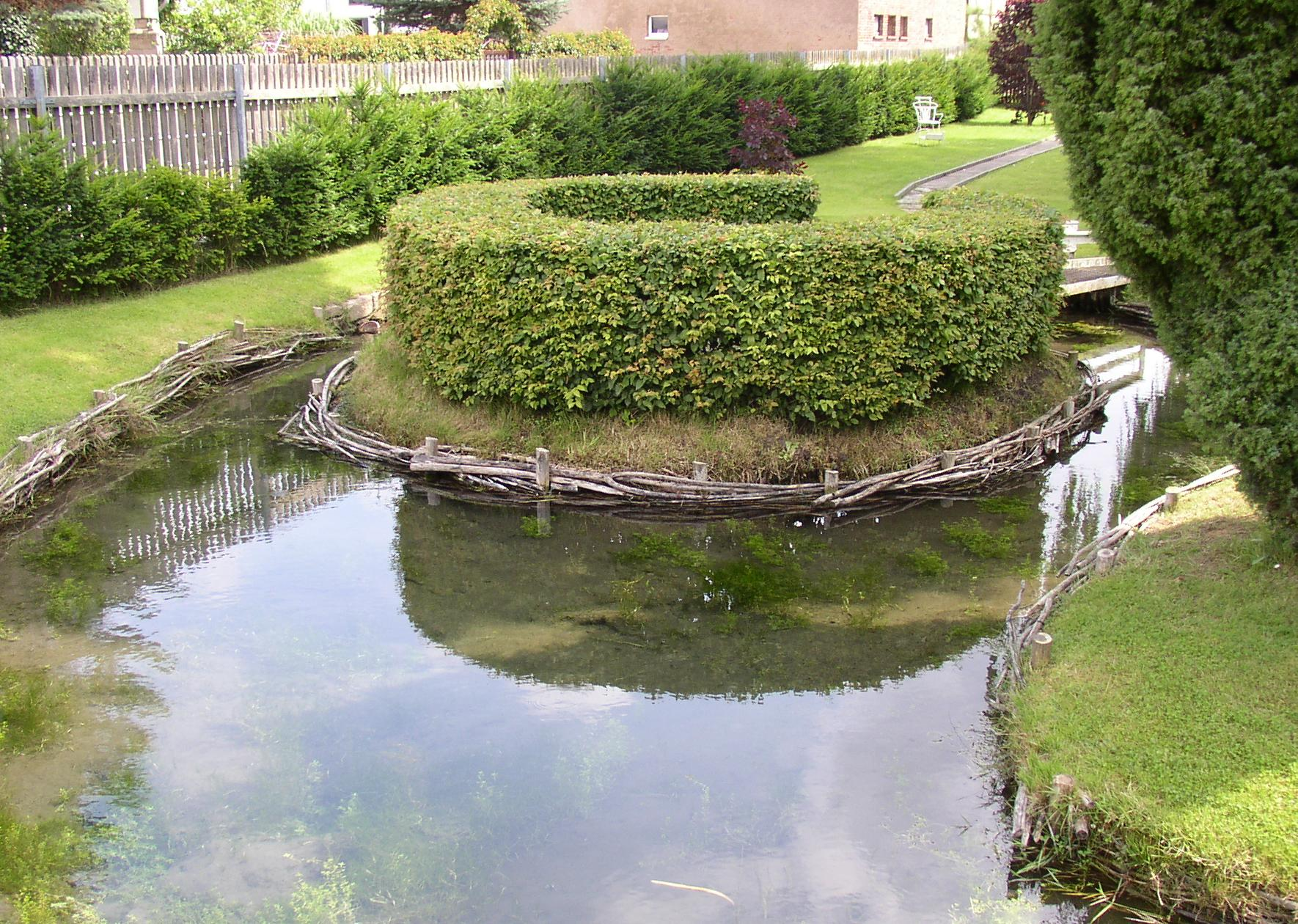
Die Ringquelle in Leinefelde
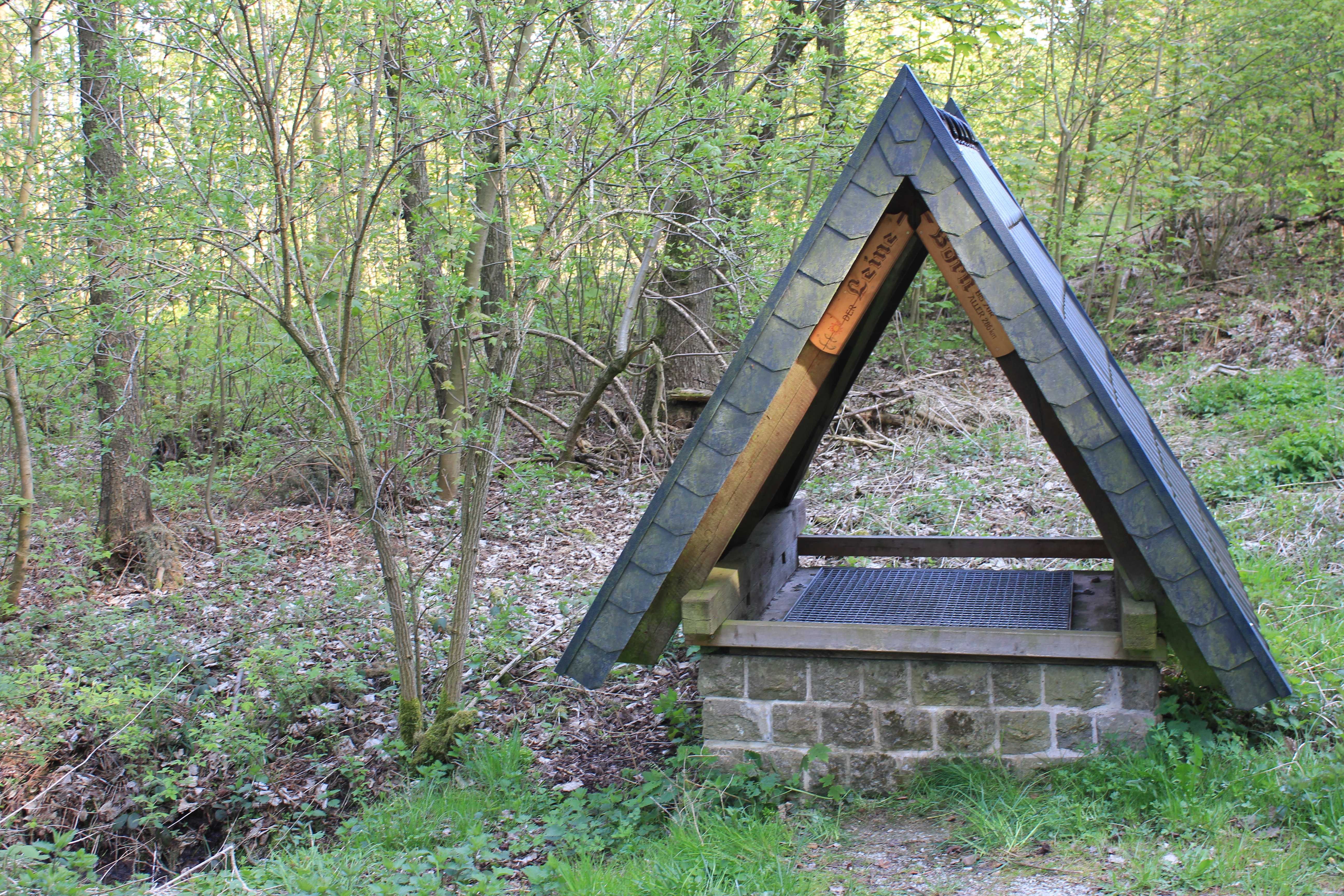
Quelle der Leine oder Line auf dem Zehnsberg

In der Umgebung entspringen weitere Flüsse: Etwa 5 km nordöstlich in Worbis befinden sich die Quellen der Hahle, die als Zufluss des Leine-Nebenflusses Rhume ebenfalls zum Flusssystem der Weser gehört, und die Quellen der Wipper (zur Unstrut), die zum Flusssystem der Saale und damit zum Flusssystem der Elbe gehören. Die vornehmlich von Nordwesten nach Südosten verlaufenden Strukturen der Ohmgebirgs-Grabenzone werden hier also von der Elbe-Weser-Wasserscheide gekreuzt, die sich ihrerseits deutlich im Relief heraushebt. Beide Systeme schneidend bilden obere Leine und obere Wipper ein durchlaufendes Ostwesttal.

#### Oberlauf
Zunächst fließt die Leine westwärts unter anderem durch die Stadt Heiligenstadt, wo die Geislede mit zwei Flussläufen in die Leine mündet. Kurz vor Uder erhält sie zwei nennenswerte Zuflüsse, von rechts aus dem Unteren Eichsfeld die Beber und von links aus dem Gebiet des Oberen Eichsfeldes die Lutter. Am Rusteberg (397,6 m) vorbei erreicht sie Arenshausen und Kirchgandern. Kurz nach dem Überqueren der thüringisch-niedersächsischen Grenze, 1945–1990 Teil des Eisernen Vorhangs, passiert sie auf dem Gemeindegebiet von Friedland das Rittergut Besenhausen.

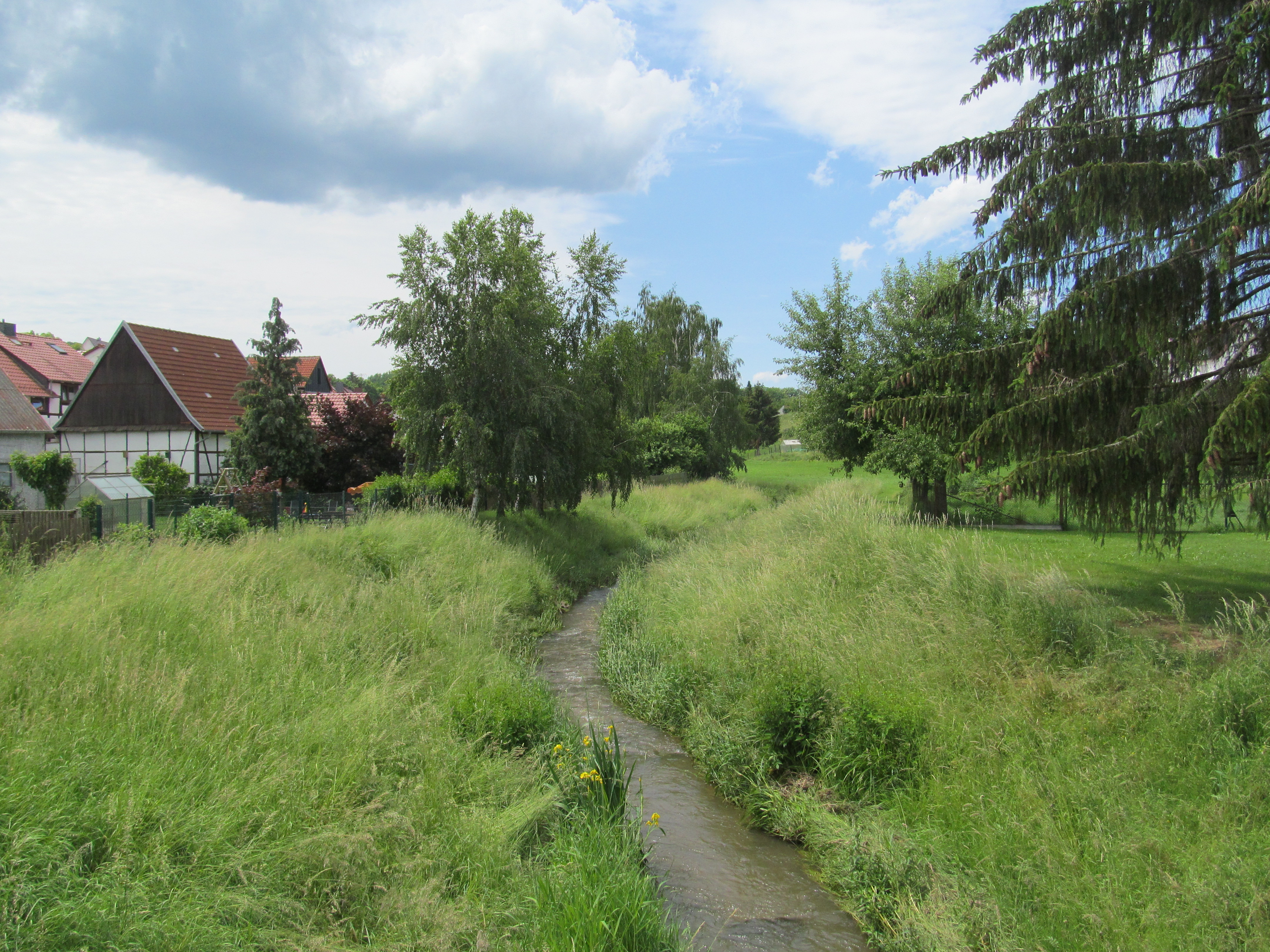
Die Leine in Wingerode
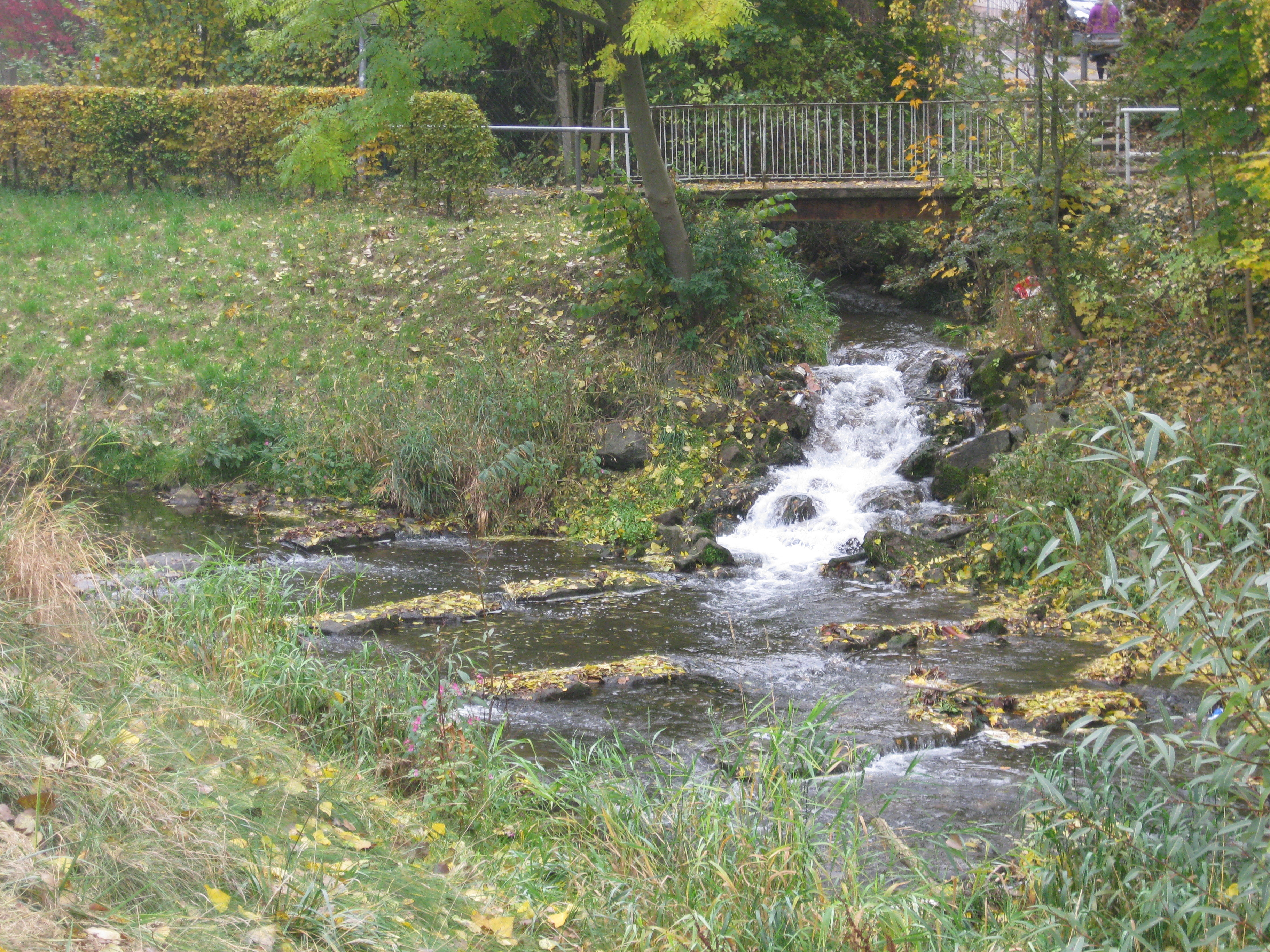
Mündung der Geislede über eine Sohlgleite in Heiligenstadt
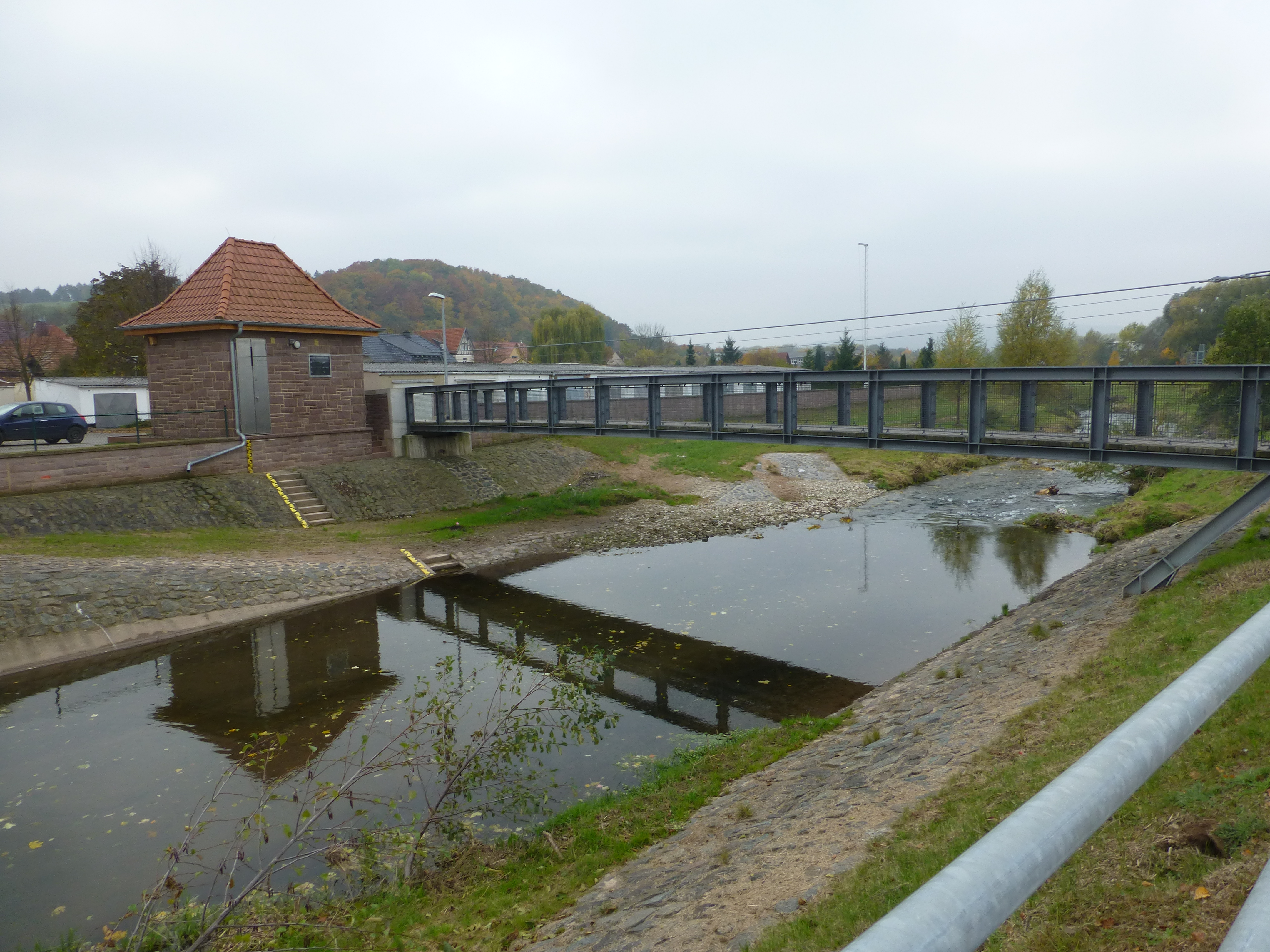
Messpegel in Arenshausen
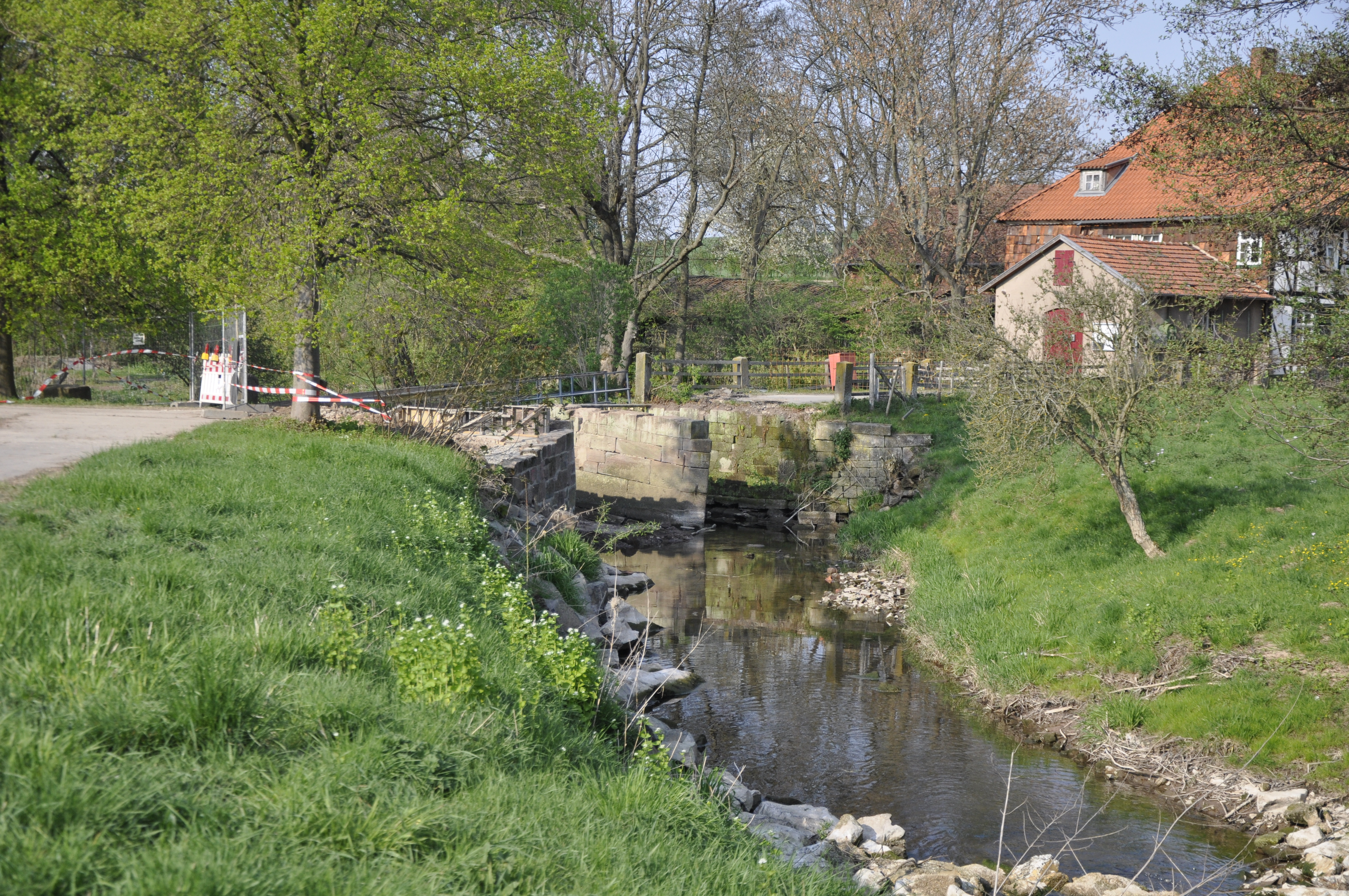
Leine-Brücke bei der Mühle in Besenhausen

#### Mittellauf
Mit dem Eintritt in den Leinegraben beginnt landschaftlich der Mittellauf. Die Erhebungen beiderseits des breiten, von Süden nach Norden verlaufenden geologischen Grabenbruchs werden zusammenfassend als Leinebergland bezeichnet.
Im Leinegraben liegen die Ortskerne zumeist nicht direkt am Fluss. Er passiert zunächst Friedland, bekannt durch das seinerzeit nahe der Schnittstelle dreier Besatzungszonen eingerichtete Durchgangslager Friedland. Bei Rosdorf dann mündet von links die Rase und von rechts als erster Zufluss von über 20 km Länge die Garte aus dem Gleichengebiet. In Göttingen, der ersten Großstadt an der Leine, teilt der Fluss sich in den Leinekanal, der durch die Altstadt fließt, und den Hauptstrom in einem breiten Hochwassertrog. Unmittelbar östlich der Göttinger Kernstadt erhebt sich der Göttinger Wald als Grenze zum Becken der Rhume. Beim Stadtteil Weende münden von Osten eine weitere Lutter und von Westen die Grone ein.

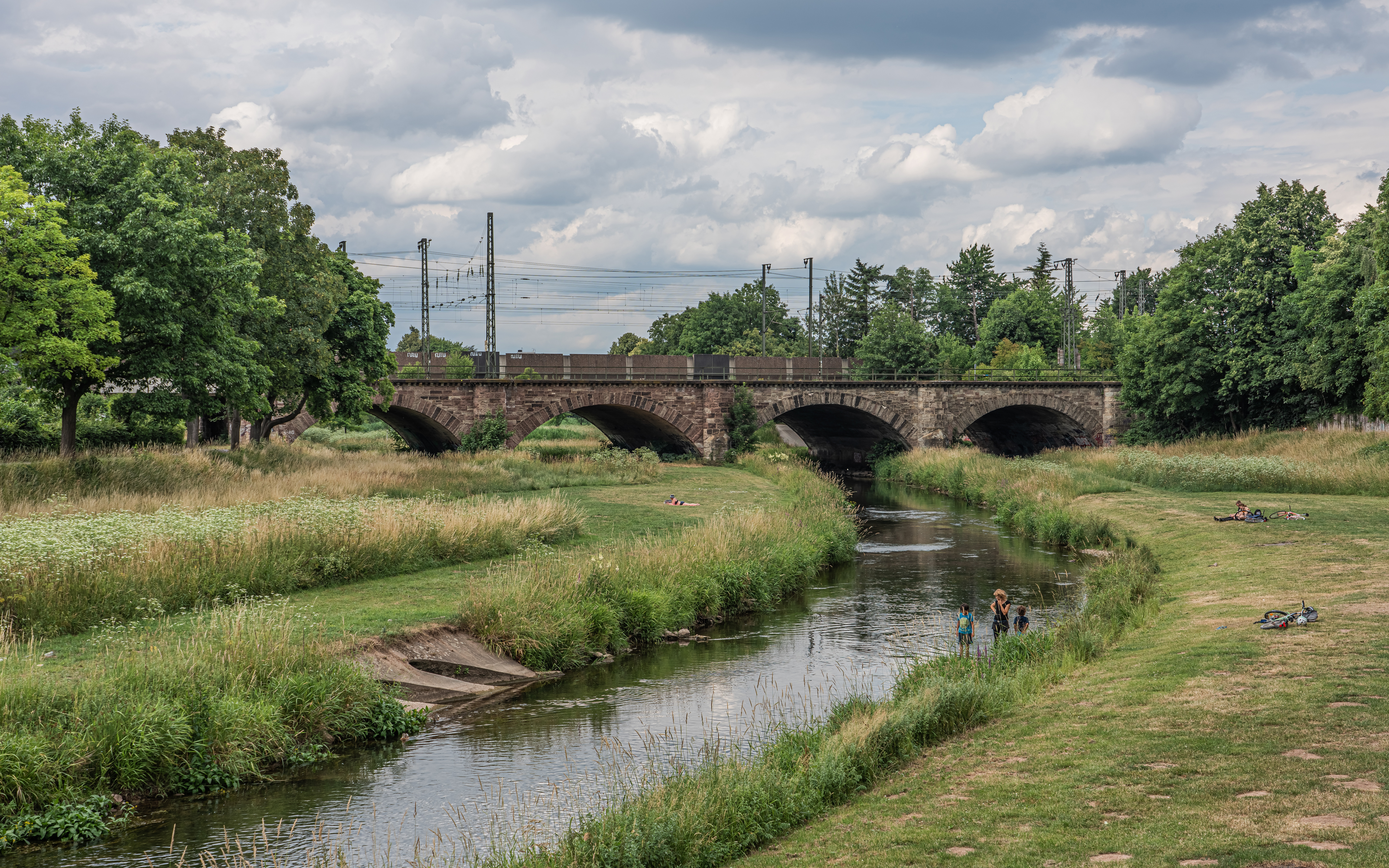
Leine in Göttingen
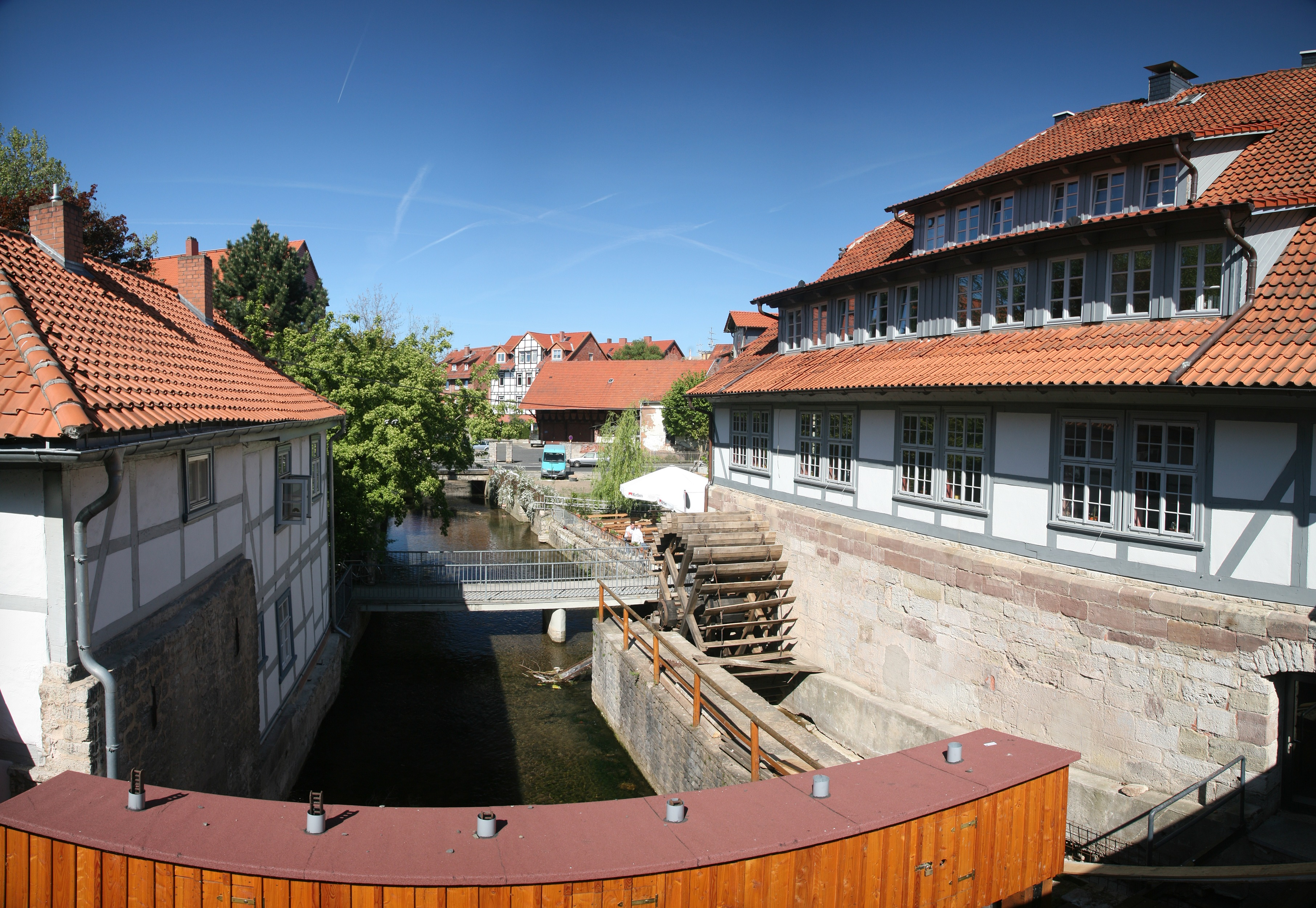
Lohmühle am Leinekanal in Göttingen
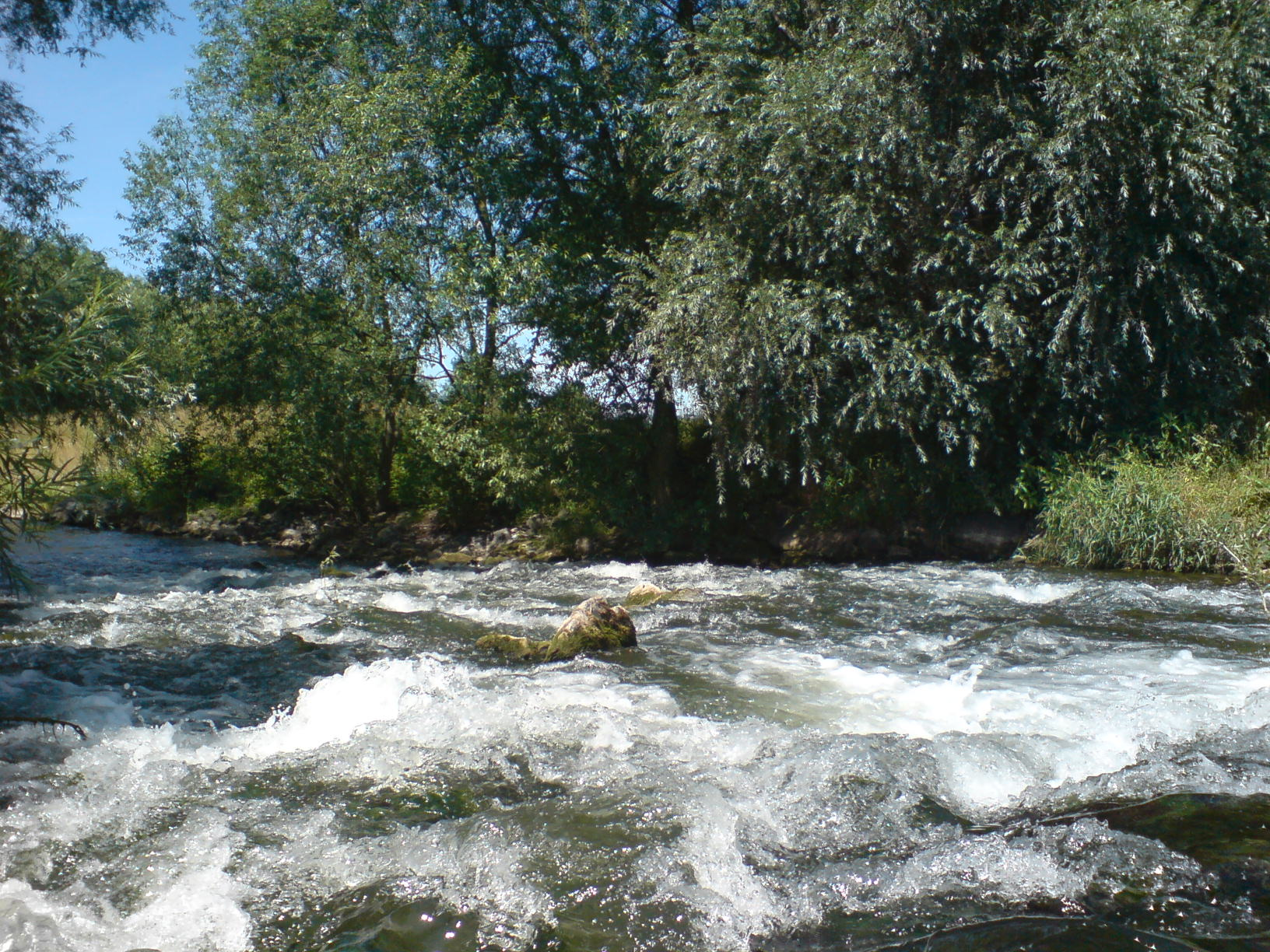
Sohlgleite bei Angerstein
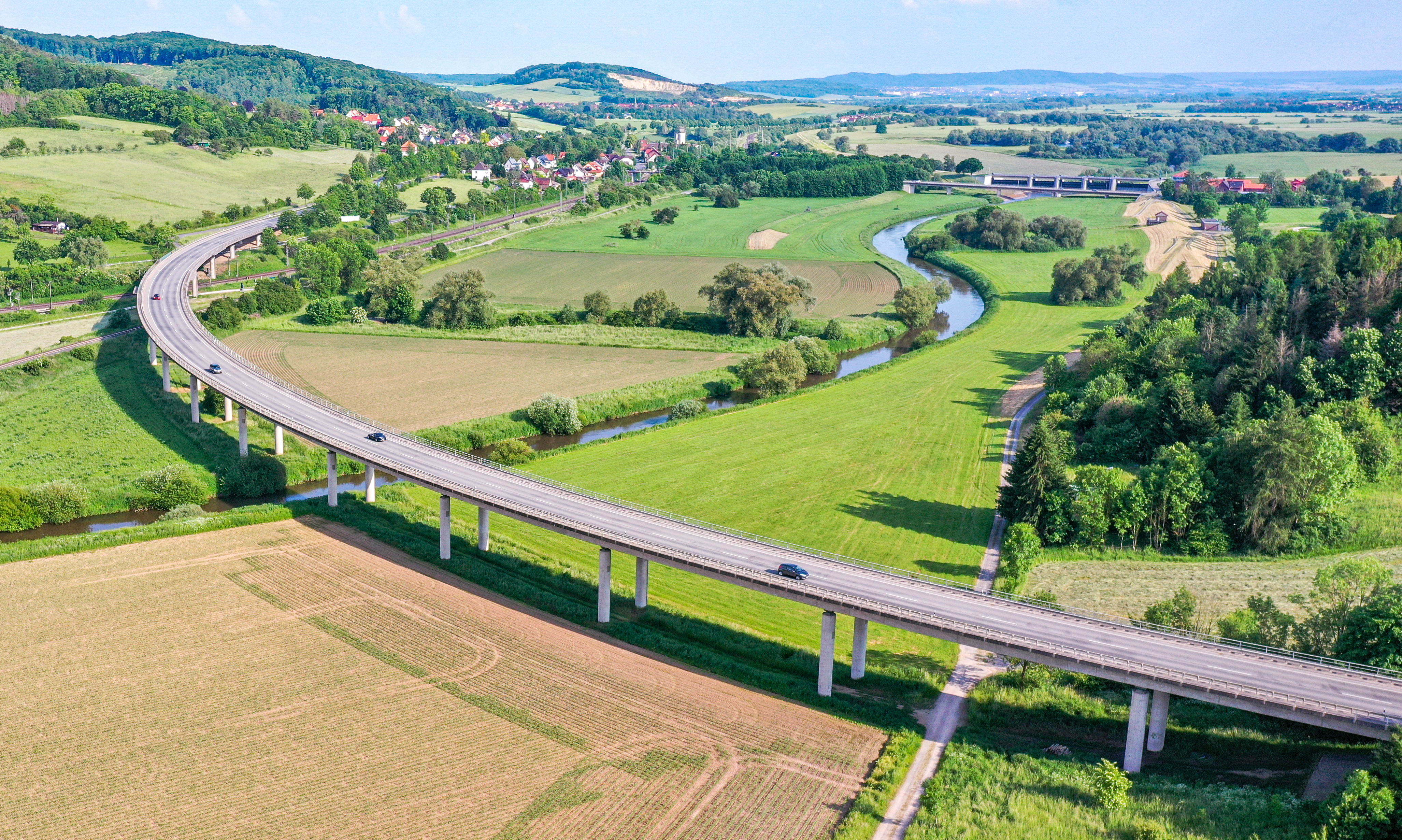
Talbrücke bei Salzderhelden
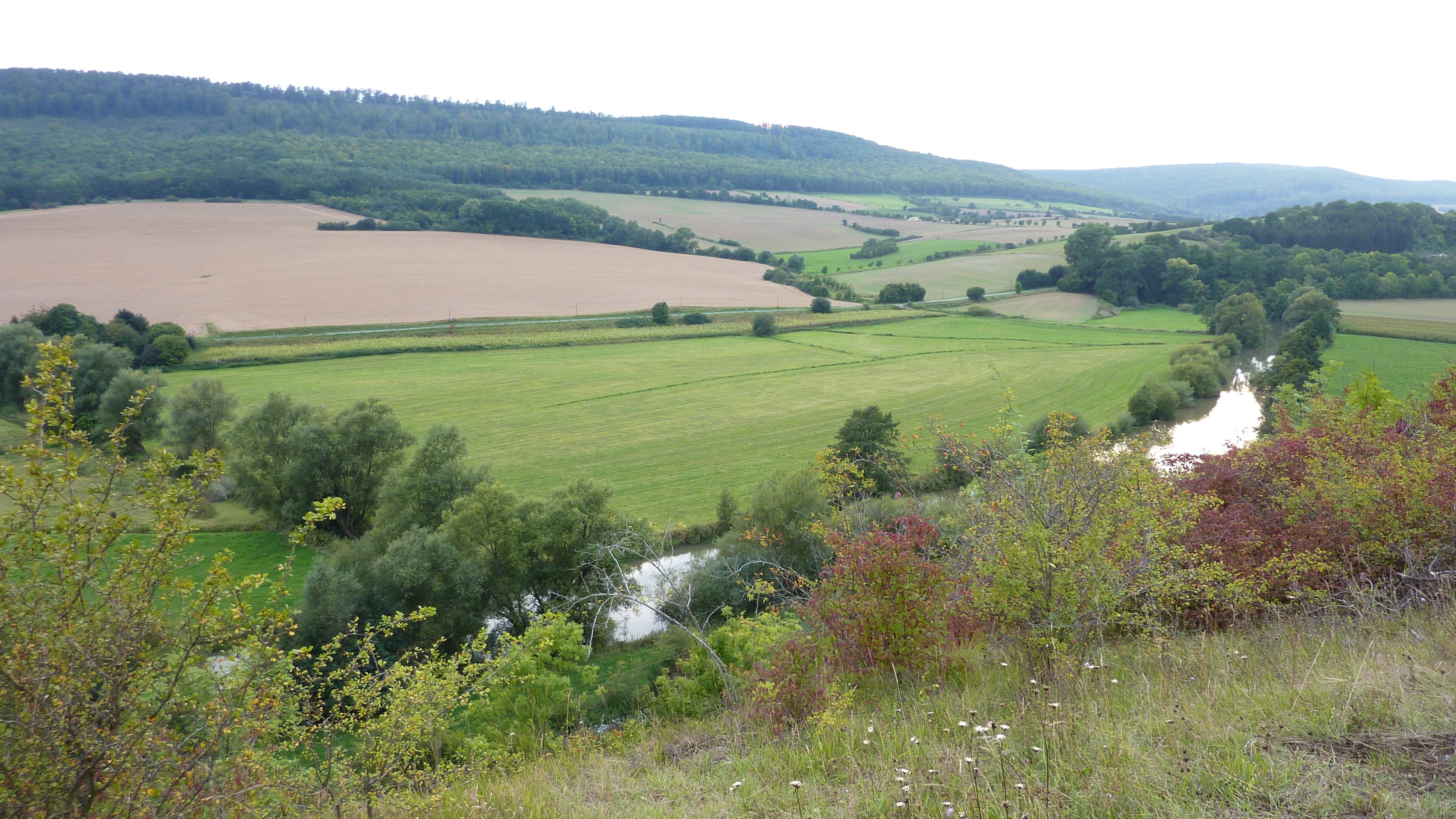
Leinetal bei Freden

Danach berührt die Leine die westlichen Ortsränder von Bovenden und Nörten-Hardenberg; dort fließen ihr von Westen Harste und Espolde und von Osten Rode- und Beverbach zu. Bei Northeim am Nordende des Höhenzugs Wieter mündet von Südosten kommend die Rhume ein, die mehr Wasser als die Leine führt. Westlich der Northeimer Seenplatte wird das von der Rhume eingebrachte Flussgeschiebe abgefangen. Etwas westlich der Seenplatte erhebt sich der Höhenzug Ahlsburg. Die sich anschließende sehr breite Talaue ist als Hochwasserrückhaltebecken Salzderhelden weiträumig eingedeicht, um die unterhalb gelegenen Orte vor Hochwasser schützen zu können.
Zwischen Einbeck und Salzderhelden verlässt der Fluss den breiten Leinegraben und nimmt bei Volksen die Ilme auf. Den Höhenzug Hube passiert die Leine östlich und erreicht dann den Eisenbahnknotenpunkt Kreiensen. Kurz vor Kreiensen mündet die von Südosten kommende Aue, bei Greene von Osten die Gande. Es folgt ein enger Talabschnitt zwischen den Höhenzügen Helleberg im Osten und Selter im Westen. Die Leine verläuft weiter nördlich durch Freden und Alfeld, wobei das Tal im Osten vom Sackwald und den Sieben Bergen sowie im Westen von Külf und Duinger Berg begrenzt wird. Unterhalb Gronaus fließt von Osten die Despe zu, weiter nördlich mündet nahe Elze aus dem Südwesten die Saale.

#### Unterlauf
Etwa ab Nordstemmen, das sie etwa 1 km weit westlich passiert, tritt die Leine zwischen Hildesheimer Wald im Osten und Osterwald im Westen in die Norddeutsche Tiefebene ein. Bei Nordstemmen fließt ihr unterhalb des Marienbergs mit dem Schloss Marienburg von Westen die Haller zu. Wenige Kilometer weiter nördlich fließt die Leine etwa 2 km westlich an Sarstedt vorbei, danach mündet von Südosten in Ruthe die Innerste.
Die Mündung der Innerste ist der Nullpunkt der Kilometrierung der Leine. Die Flusskilometer werden von hier aus aufwärts und abwärts gezählt. Die Landesgrenze zwischen Thüringen und Niedersachsen etwa liegt bei Kilometer 143 oberhalb und die Mündung der Leine in die Aller bei Kilometer 112 unterhalb.
Im weiteren Verlauf passiert die Leine Laatzen im Osten und Hemmingen im Westen. Anschließend durchfließt sie Hannover, die mit Abstand größte Stadt an ihren Ufern. In der Stadt fließt sie zunächst am Rande der Stadtteile Wülfel und Döhren entlang und dann westlich vorbei am Maschsee. Hier wird der größte Teil ihres Wassers über den Schnellen Graben zur kleinen Ihme geführt, die dadurch auf ihren letzten Kilometern bis zur Mündung in die Leine breiter ist als diese selbst. Am eigenen Lauf der Leine liegen der Maschpark, die Altstadt, das Leineschloss mit dem Niedersächsischen Landtag und die Calenberger Neustadt. Am so genannten Fährmannseck, an dem die Stadtteile Linden-Nord, Nordstadt und Calenberger Neustadt angrenzen, mündet das zur Ihme abgezweigte Leinewasser wieder ein. Etwa einen Kilometer weiter flussabwärts – zwischen Linden-Nord und Limmer – fließt der Leine von Süden die Fösse zu. Beim Stadtteil Limmer mündet aus Richtung Westen der Verbindungskanal zur Leine in den Fluss, über den Verbindungen zum Stichkanal Hannover-Linden und weiter zum Lindener Hafen beziehungsweise zum Mittellandkanal bestehen. Die Leine wird an dieser Stelle vom Herrenhausener Wehr angestaut, das in einem Expo-Projekt mit einer Turbine zur Stromerzeugung und einer Fischtreppe ausgestattet wurde. Daneben befindet sich eine historische Schleuse zum Ernst-August-Kanal.

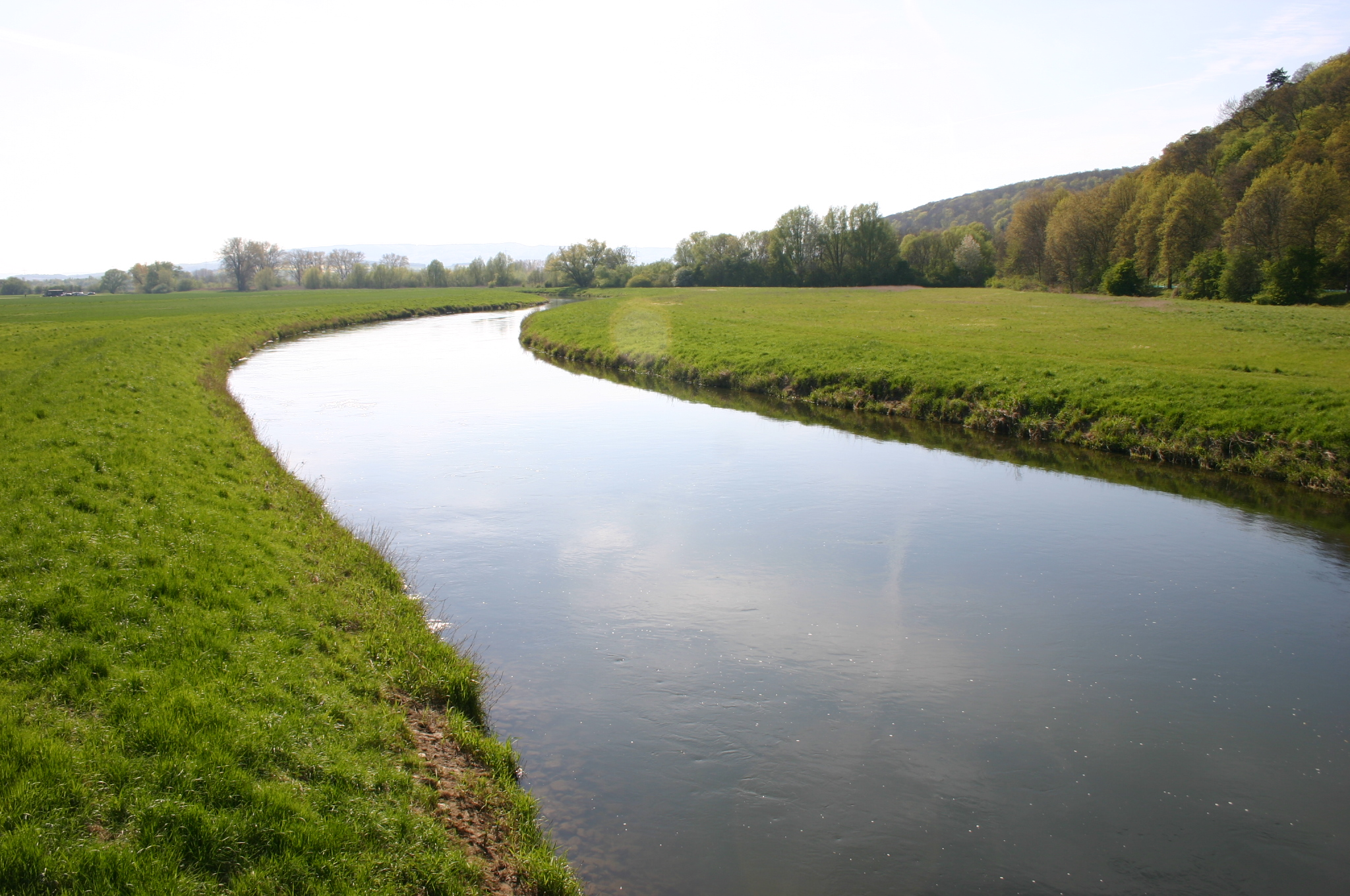
Kanalartig ausgebaut bei Nordstemmen
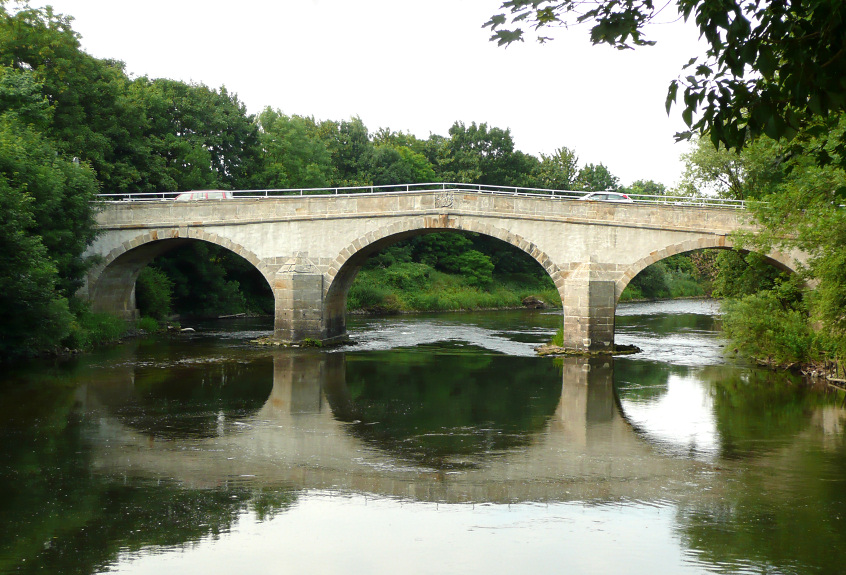
Leinebrücke von 1751 in Schulenburg
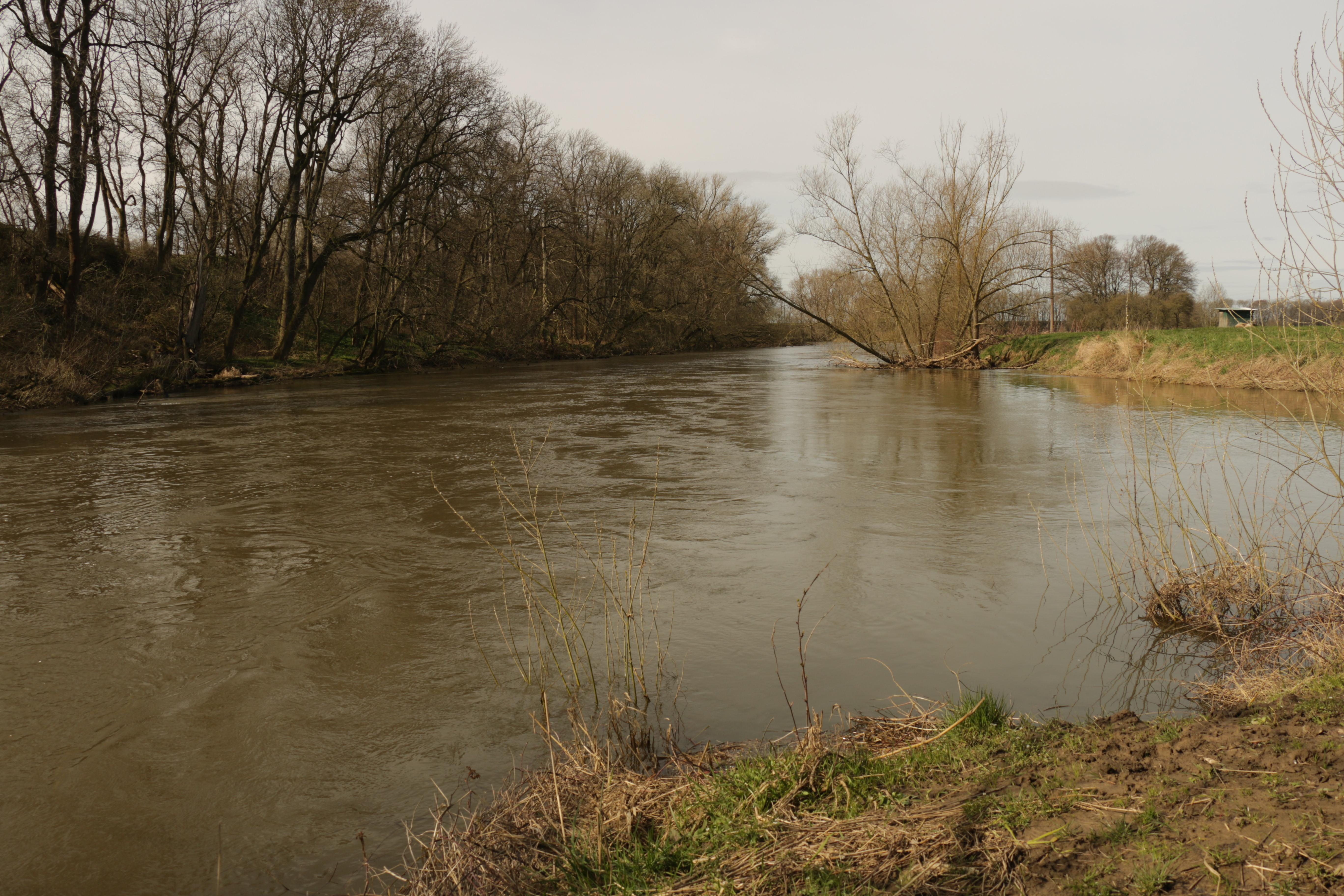
Mündung der Innerste in die Leine bei Sarstedt-Ruthe
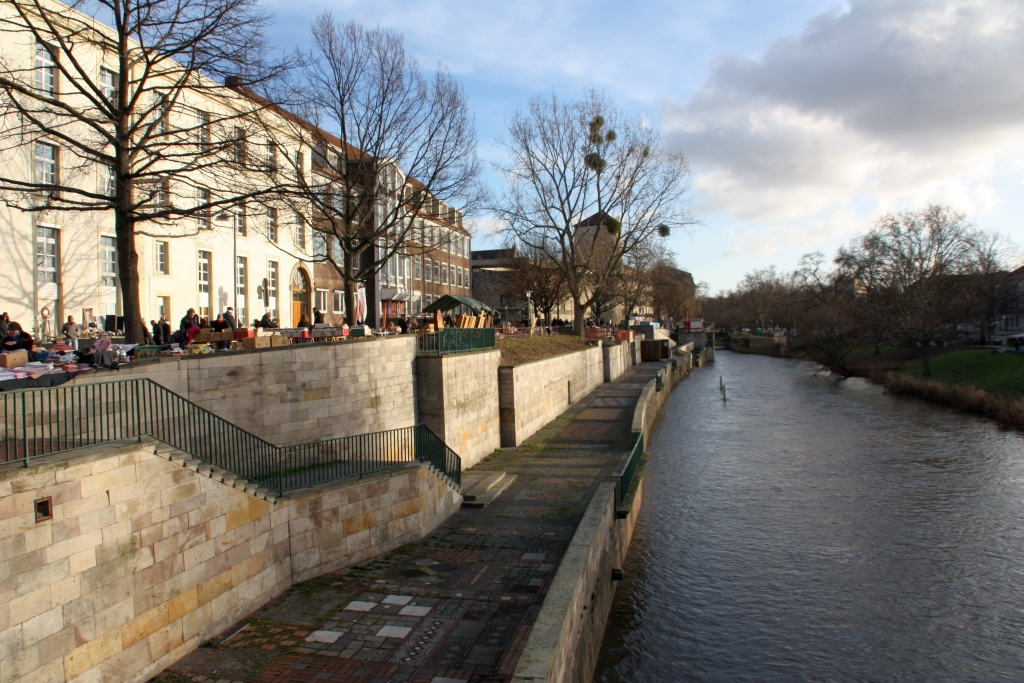
Am Hohen Ufer in Hannover
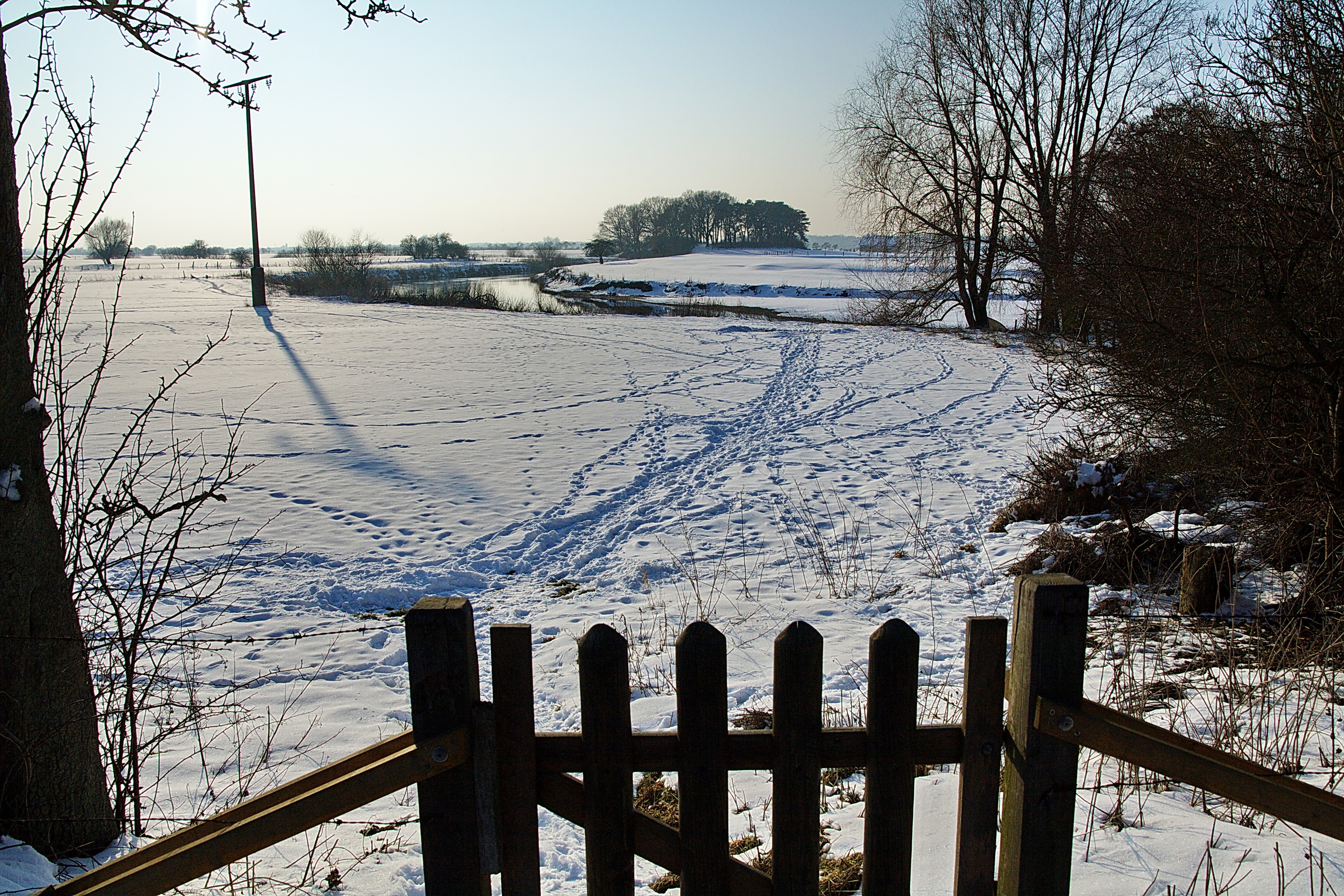
Bei Basse (Neustadt am Rübenberge)

Unterhalb von Hannover beginnt ein nach Nordwesten gerichteter Laufabschnitt. Hier durchläuft die Leine eine sich nördlich um Letter herum legende Flussschleife und eine weitere südlich um Marienwerder herum. Diese zweite Schleife berührt den Hinüberschen Garten, die Leineaue von Marienwerder und am Ende den Bürgerpark Seelze. Zwischen Seelze im Süden und Garbsen im Norden wird sie zwischen Seelze und Seelze-Lohnde vom westöstlich verlaufenden Mittellandkanal überquert. Bei Bordenau mündet von Südwesten her die Westaue. Fortan verläuft die Leine recht stark mäandrierend in Richtung Norden, unter anderem durch die Kernstadt von Neustadt am Rübenberge, wobei sie etwa parallel zur Ostgrenze des Naturparks Steinhuder Meer fließt. In Neustadt zweigt ein Mühlenkanal ab, auf dem ein kleiner Wasserfall (mit Stromschnellen bei niedrigem Wasserstand) in der Leine umfahren werden kann; der Kanal versorgte die Mühle in Neustadt.

#### Mündung
Danach verläuft die Leine ein kleines Stück nordostwärts und schließlich wieder in Richtung Norden, um etwas nördlich von Bothmer, einem nördlichen Ortsteil von Schwarmstedt, und östlich von Gilten in die dort von Osten kommende Aller zu münden.

### Einzugsgebiet und Zuflüsse
Das Einzugsgebiet der Leine ist 6517,35 km² groß. Zu ihren Zuflüssen gehören – flussabwärts betrachtet (wenn nicht anders genannt, laut im Tabellenkopf genannten Einzelnachweisen):
| Name               | Quell- höhe I | Länge    | EZG         | Mündungs- ort II          | Mündungs- höhe I | Mündungs- Seite | GKZ      | Karte |
| ------------------ | ------------- | -------- | ----------- | ------------------------- | ---------------- | --------------- | -------- | ----- |
| Line               | 400 m         | 06,0 km  |             | Leinefelde (i)            | 325,0 m          | rechts          | 488-?    |       |
| Etzelsbach         | 347 m         | 04,7 km  |             | Wingerode (i)             | 287,0 m          | rechts          | 488-?    |       |
| Steinbach          | 325 m         | 03,0 km  |             | Bodenrode (i)             | 272,0 m          | rechts          | 488-?    |       |
| Geislede           | 363 m         | 013,5 km | 050,50 km²  | Heilbad Heiligenstadt (i) | 250,0 m          | links           | 488-12   |       |
| Beber              | 341 m         | 012,5 km | 031,79 km²  | Heilbad Heiligenstadt (u) | 232,7 m          | rechts          | 488-132  | Karte |
| Lutter             | 400 m         | 07,5 km  |             | Uder (b)                  | 230,0 m          | links           | 488-13?  |       |
| Schleierbach       | 308 m         | 06,2 km  | 015,49 km²  | Niedergandern (b)         | 189,0 m          | links           | 488-1372 |       |
| Molle              | 300 m         | 07,1 km  | 08,94 km²   | Friedland (o)             | 181,0 m          | links           | 488-1392 |       |
| Wendebach          | 339 m         | 016,2 km | 036,00 km²  | Niedernjesa (o)           | 162,0 m          | rechts          | 488-814  | Karte |
| Dramme             | 370 m         | 014,3 km | 053,41 km²  | Obernjesa (u)             | 161,0 m          | links           | 488-152  | Karte |
| Garte              | 300 m         | 023,9 km | 088,89 km²  | Rosdorf (b)               | 153,0 m          | rechts          | 488-16   | Karte |
| Rase               | 180 m         | 04,4 km  | 027,33 km²  | Rosdorf (b)               | 152,0 m          | links           | 488-172  |       |
| Lutter             | 342 m         | 07,8 km  | 038,27 km²  | Weende (b)                | 143,0 m          | rechts          | 488-174  |       |
| Grone              | 159 m         | 05,7 km  | 025,99 km²  | Holtensen (b)             | 141,0 m          | links           | 488-1752 |       |
| Harste             | 192 m         | 09,1 km  | 055,63 km²  | Parensen (b)              | 130,0 m          | links           | 488-176  |       |
| Weende             | 170 m         | 09,4 km  | 020,53 km²  | Angerstein (u)            | 128,0 m          | rechts          | 488-178  |       |
| Rodebach           | 339 m         | 010,2 km | 018,14 km²  | Marienstein (b)           | 128,0 m          | rechts          | 488-1792 |       |
| Espolde            | 312 m         | 016,1 km | 067,83 km²  | Lütgenrode (o)            | 126,0 m          | links           | 488-18   |       |
| Beverbach          | 252 m         | 016,3 km | 037,46 km²  | Nörten-Hardenberg (u)     | 125,0 m          | rechts          | 488-192  |       |
| Moore              | 205 m         | 09,9 km  | 043,33 km²  | Höckelheim (b)            | 116,0 m          | links           | 488-194  |       |
| Rhume              | 160 m         | 042,0 km | 1186,93 km² | Northeim (u)              | 111,0 m          | rechts          | 488-2    | Karte |
| Bölle              | 321 m         | 013,6 km | 020,29 km²  | Hollenstedt (u)           | 108,0 m          | links           | 488-32   |       |
| Ilme               | 340 m         | 033,0 km | 0393,04 km² | Volksen (o)               | 104,0 m          | links           | 488-4    | Karte |
| Aue                | 285 m         | 022,6 km | 0113,12 km² | Haieshausen (b)           | 102,5 m          | rechts          | 488-512  |       |
| Gande              | 241 m         | 019,1 km | 0113,37 km² | Kreiensen (b)             | 102,0 m          | rechts          | 488-52   | Karte |
| Wispe              | 260 m         | 012,2 km | 072,74 km²  | Wispenstein (b)           | 092,5 m          | links           | 488-54   |       |
| Warnebach (Warne)  | 167 m         | 05,5 km  |             | Alfeld (b)                | 089,0 m          | rechts          | 488-?    |       |
| Glene              | 203 m         | 09,3 km  | 040,40 km²  | Dehnsen (o)               | 085,0 m          | links           | 488-554  |       |
| Despe              | 169 m         | 010,9 km | 037,96 km²  | Gronau (u)                | 076,0 m          | rechts          | 488-558  |       |
| Saale              | 254 m         | 030,1 km | 0201,46 km² | Elze (b)                  | 071,0 m          | links           | 488-856  | Karte |
| Haller             | 127 m         | 017,1 km | 0123,88 km² | Schloss Marienburg (o)    | 069,0 m          | links           | 488-58   | Karte |
| Rössingbach        | 197 m         | 013,3 km | 044,90 km²  | Barnten (u)               | 062,0 m          | rechts          | 488-594  | Karte |
| Gestorfer Beeke    | 098 m         | 05,3 km  | 012,82 km²  | Jeinsen (u)               | 061,0 m          | links           | 488-596  | Karte |
| Innerste           | 605 m         | 100,7 km | 1265,36 km² | Ruthe (u)                 | 058,0 m          | rechts          | 488-6    | Karte |
| Kalsaune           | ca. 100 m     |          |             | Grasdorf (b)              | 0 ,0 m           | rechts          |          |       |
| Ihme               | 334 m         | 026,2 km | 0111,11 km² | Hannover (i)              | 048,0 m          | links           | 488-76   | Karte |
| Fösse              | 061 m         | 07,0 km  | 020,00 km²  | Hannover (i)              | 048,0 m          | links           | 488-772  | Karte |
| Lohnder Bach       | 056 m         | 07,3 km  | 013,11 km²  | Lohnde (b)                | 042,0 m          | links           | 488-794  | Karte |
| Westaue            | 052 m         | 030,1 km | 0594,73 km² | Liethe (u)                | 038,0 m          | links           | 488-8    | Karte |
| Totes Moor         | 041 m         | 011,4 km | 049,46 km²  | Empede (o)                | 032,0 m          | links           | 488-912  |       |
| Auter              | 047 m         | 022,3 km | 0129,40 km² | Averhoy (u)               | 029,0 m          | rechts          | 488-92   | Karte |
| Jürsenbach (Jürse) | 079 m         | 010,3 km | 033,49 km²  | Luttmersen (u)            | 028,0 m          | rechts          | 488-932  |       |
| Große Beeke        | 043 m         | 016,7 km | 052,82 km²  | Vesbeck (u)               | 028,0 m          | rechts          | 488-94   |       |
| Grindau            | 035 m         | 010,8 km | 035,10 km²  | Grindau (o)               | 027,0 m          | rechts          | 488-96   |       |

## Geologie
Ein Salzstock des Zechsteins in der Tiefe von 200 m bis 900 unter NHN mit dem Namen Leinetal–Achse erstreckt sich vom Adenser Berg über Wülfingen, Sorsum, Mehle, Saale-Mühle, Sehlde, Eime, Banteln und von da an unter der Leine bis Freden und in einem Ausläufer bis Sülbeck. Durch Salzablaugung des Salzstockes in dieser Leinetal–Achse entstand eine Senke, durch die die Leine im Quartär nach der Elsterkaltzeit vor allem im frühen Drenthe-Stadium der Saalekaltzeit von Freden über Banteln, Eime, Sehlde, Saale-Mühle, Mehle, Sorsum und Wülfingen in das Hallertal floss. Dieser ehemalige Flusslauf der Leine lässt sich an mehreren Stellen durch vom Fluss zurückgelassenen Mittelterrassenkies nachweisen. Im breiten Nordtal der Leine östlich von Elze bildete sich in der Holstein-Warmzeit ein See. Dort schuf die Leine ein Durchbruchstal zwischen dem Teufelsberg und dem Großen Rammelsberg, in dem sie heute läuft.

## Geschichte

### Urzeit
Bis zur Elsterkaltzeit floss die Weser in einem Zeitraum von anderthalb Millionen Jahren zwischen Adensen und Wülfingen aus dem Hallertal in die Leine. Durch Fundstätten von Weserkies lässt sich der damalige gemeinsame Lauf von Leine und Weser rekonstruieren. Am ehemaligen Flusslauf liegen zunächst die Orte: Nordstemmen, Rössing, Barnten, Sarstedt, Gleidingen, Rethen, Laatzen, Höver, Altwarmbüchen, Burgwedel, Mellendorf, Brelingen. Aufschlüsse sind beispielsweise an der Kies- und Sandgrube nordöstlich von Brelingen zu finden. Weserkiese lassen sich über Hagen bei Neustadt weiter in Richtung Nienburg/Weser verfolgen. Die ältesten menschlichen Aufenthalte in diesem Gebiet lassen sich anhand des Faustkeils von Giften, entdeckt südlich von Sarstedt, bis in das Mittelpaläolithikum belegen. Neandertaler und sogar Homo erectus, konnten in der Gemarkung Sarstedt anhand von Schädelresten in einer Schliekumer Kiesgrube nachgewiesen werden.

### Mittelalter und Neuzeit

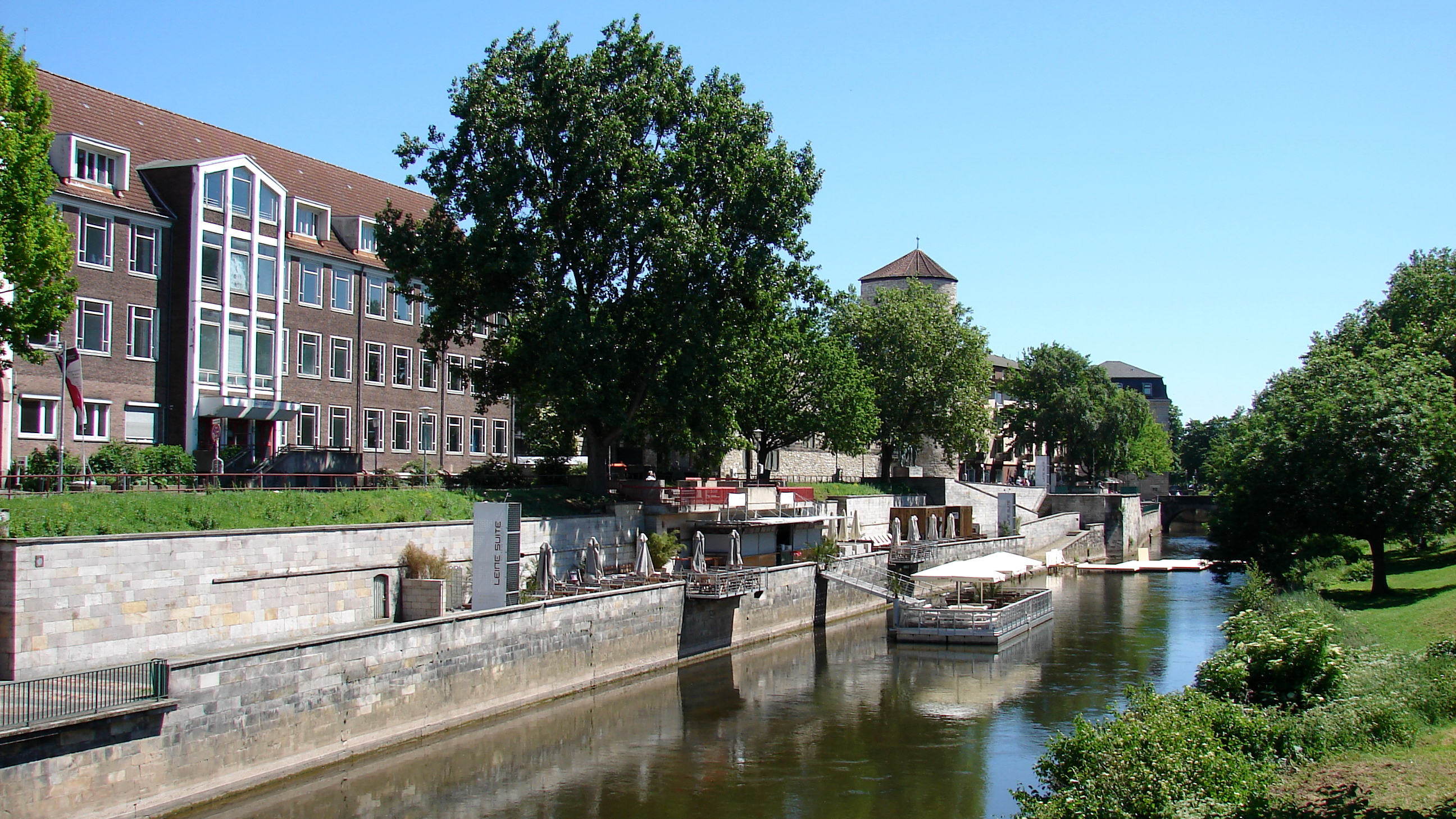
Hohes Ufer (links) der Leine am Rande der Altstadt von Hannover

Die ersten Erwähnungen betreffen den Leinegau: 954 Laginga, 997 Lainegha und 1029 pagus Lagina. Seit 1592 ist die Holzflößerei auf der Leine dokumentiert, zunächst aus dem östlich der Leine liegenden Harz, ab 1680 nach Fertigstellung des Lakenteiches auch aus dem westlich der Leine liegenden Solling.
1734 entsandten Göttinger Wissenschaftler eine Expedition zur Erforschung der Leinequellen aus, deren Kraft und Sauberkeit die Gewerbetreibenden ihrer Stadt Wohlstand und Gesundheit verdankten. Die Ergebnisse der Besichtigung wurden veröffentlicht und besagten, dass die Leine in einem Quellgebiet von zehn Quellen innerhalb des damaligen Dorfgebietes von Alt-Leinefelde entspringt.
Im 19. Jahrhundert verband ein Stichkanal den Hafen der Saline Sülbeck mit der Leine. Im 20. Jahrhundert wurde der Lauf der Leine wie der vieler anderer Flüsse begradigt, um die anliegenden Städte und Gemeinden vor Hochwasser zu schützen, was jedoch erst in den 1970er Jahren mit Errichtung des Rückhaltebeckens Salzderhelden gelang. Zwischen Wispenstein, Föhrste und Banteln sind mehrere Altarme der Leine unbegradigt erhalten geblieben.
Im Zuge der Errichtung der Eisenbahn-Schnellfahrstrecke Hannover–Würzburg wurde die Leine auf einer Länge von 3,8 km verlegt. Damit sollten hohe Dämme und aufwendige Fluss- und Flutbrücken vermieden werden, die bei mehrfacher Kreuzung von Bahnlinie und Fluss notwendig geworden wären. Ursprünglich war eine zweifache Querung des Flusses mit zwei Brücken sowie drei Flutbrücken vorgesehen. Darüber hinaus sollte ein acht Meter hoher Damm entstehen. Der Landkreis Northeim, der Flecken Nörten-Hardenberg und die Bundesbahn einigten sich schließlich darauf, die Leine auf 3,8 km Länge in ein neues Flussbett westlich der Neubaustrecke zu verlegen und eine betroffene Kreisstraße ebenfalls zu verlegen. Die Neubaustrecke konnte somit auf einem nur vier Meter hohen Damm geführt werden. Mit dem neuen Wasserweg wurde auch eine 40 bis 80 m breite Flutmulde angelegt, damit Hochwasser abfließen kann.
Seit einigen Jahren betreiben mehrere Angelvereine (u. a. die Vereine Alfeld, Gronau/Leine (Lachsstation), Einbeck, Bad Gandersheim/Kreiensen und Northeim) flussaufwärts von Hannover ein Programm zur Wiederansiedlung des ehemals heimischen Lachses. Jedes Jahr werden Tausende Junglachse ausgesetzt, die nach einigen Jahren im geschlechtsreifen Alter wieder zurückkehren sollen, um den dauerhaften Bestand in der Leine zu sichern. Im Herbst 2004 wurden die Bemühungen von Erfolg gekrönt. An der Kontrollstation des Wasserkraftwerkes in Hannover-Herrenhausen, wurde ein 80-cm-Exemplar eines vormals ausgesetzten und markierten Lachses aufgefunden. Der Milchner war unterwegs zum Laichen im Schnellen Graben, einem künstlichen Verbindungskanal in Hannover zwischen Leine und Ihme, in dem er im April 2001 ausgesetzt wurde. In Herrenhausen wurde eine Fischtreppe errichtet. Das Lachsprojekt ist ein Beispiel für die sich verbessernde Wasserqualität der Leine, ein weiteres Indiz war im Sommer 2004 das Auftauchen des Maifisches, der bis zu diesem Zeitpunkt in Niedersachsen als ausgestorben galt.

### Etymologie
Die Bezeichnung der Leine wechselte mehrfach im Lauf der Zeit von Lagina im 10. Jahrhundert über Loine, Leyne, Leina, Legine, Lagena, Lagina, Laigine, Lieinne bis Leine. Mundartlich wird die Leine vor allem im ostfälischen Sprachgebiet wie Laane ausgesprochen, im Quellgebiet im Eichsfeld als Lain(e).
Eine Klärung der Namensherkunft ist nicht eindeutig möglich. Vermutet wird unter anderem eine keltische Herkunft entsprechend der hessischen Lahn (Logana). Das altsächsische lagu deutet auf Wasser, Meer oder See hin, das mittelhochdeutsche la auf Brunnen, Sumpfwasser. Einen ähnlichen Namen gibt es mit dem litauischen Flussnamen Lakina.
Vom Flussnamen ist die Bezeichnung des mittelalterlichen Gaues Leinegau (954 Laginga, 997 Lainegha, 1017 Lacnigowi) am Oberlauf des Flusses abgeleitet worden.

## Flora und Fauna

### Fischfauna
In der Leine mit ihren Altarmen bei Hannover kommen 32 Fischarten vor, darunter hauptsächlich Karpfen, Schleien, Döbel, Barben, eingesetzte Graskarpfen, Rotaugen, Rotfedern und andere Weißfischarten. Bei den Raubfischen dominieren Hechte, Zander, Barsche, Aale, Bachforellen und Regenbogenforellen.

### Uferfauna
Am Leineufer liegen zahlreiche Wiesen, darunter die Leineniederung Salzderhelden, wo Entenvögel zur typischen Fauna gehören. Einige Uferwiesen werden zeitweise von den nach dem Fluss benannten Leineschafen beweidet. Seit 2009 wird in den Uferbereichen der südlichen Leineaue bei Hannover außerdem eine Rückkehr der Biber beobachtet.

### Uferflora

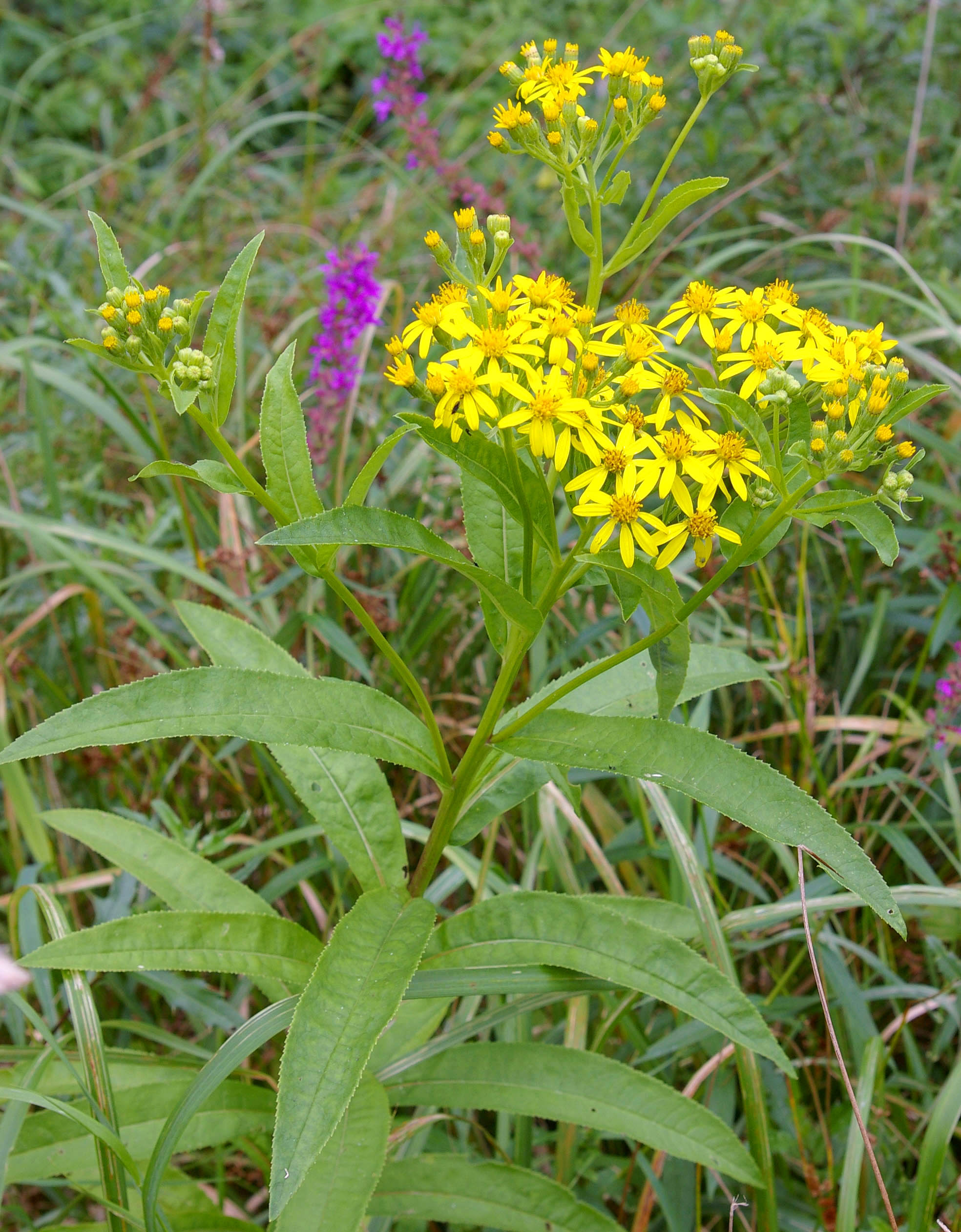
Das in Deutschland seltene Fluss-Greiskraut hat einen wichtigen Verbreitungsschwerpunkt im Leinetal

Zur Flora in den geschützten Gebieten gehören die Pflanzen, die für Auwälder, Feuchtwiesen und Hochstaudenfluren typisch sind.
In den Siedlungen sowie an den Brücken und Kläranlagen ist der pflanzliche Bewuchs oftmals spärlich oder fehlt ganz, da die Bebauung teilweise bis unmittelbar an das Wasser reicht. Auch der übrige Ufersaum ist größtenteils zur Kulturlandschaft überprägt und besteht aus artenarmem Grünland, sodass sich nur an einem Bruchteil der Gesamtlänge des Flusses die potenzielle natürliche Vegetation durchsetzen kann.

## Schutzgebiete
An mehreren Stellen entlang der Leine sind ausgedehnte Landschaftsschutzgebiete bis ans Ufer ausgewiesen. Unter Naturschutz steht im Landkreis Northeim ein ca. 6 km langes Gebiet, das aus dem Polder I im Rückhaltebecken Salzderhelden, der Leineniederung Salzderhelden und der Northeimer Seenplatte besteht. Im Landkreis Hildesheim liegt mit der Leineaue unter dem Rammelsberg ein etwa 3 km langer Flussabschnitt im Naturschutzgebiet. Größtenteils in der Region Hannover liegt das unter Naturschutz stehenden Gebiet Leineaue zwischen Hannover und Ruthe mit einer Gesamtlänge von rund 7 km. Zudem gibt es am Unterlauf der Leine mit dem Sundern, dem Wadebruch und dem Helstorfer Altwasser drei kleinere Naturschutzgebiete.  Einige Flächen in Nähe der Leine, etwa bei Alfeld, sind als Wasserschutzgebiet eingestuft.

## Wasserqualität
Im März 2017 wurden vom VSR-Gewässerschutz e. V. erhöhte Nitratwerte in der Leine festgestellt. Die Messpunkte des Vereins wiesen zwischen 12,6 mg/l und 68 mg/l Nitrat auf. Der höchste Wert wurde an der Quelle gemessen und nimmt bis Salzderhelden stark ab. Die Leine überschreitet überall den Nitratwert, den Flüsse an ihrer Mündung in die Nordsee haben sollen. Dieser soll laut Oberflächengewässerverordnung nicht mehr als 12,3 mg/l Nitrat betragen. Der Verein fordert stärkere Renaturierungsmaßnahmen, um den Nitratwert in der Leine zu senken.

## Nutzung
Trinkwasser wird aus der Leine nicht gewonnen, da die anliegenden Wasserwerke Grund- und Talsperrenwasser bevorzugen.

### Tourismus
Das Quellgebiet der Leine wurde zum Flächendenkmal erklärt. Von den Quellen bis zur Mündung wurde ein Fernradweg Leine-Heide-Radweg eingerichtet. Dieser hat auch Anschluss an den Werratal-Radweg bei Witzenhausen beziehungsweise Weserradweg bei Hann. Münden sowie an den Europaradweg R1 bei Einbeck und wiederum an den Weserradweg bei Hoya. Sehenswerte Städte entlang oder nahe der Leine sind Heilbad Heiligenstadt, Göttingen, Northeim, Einbeck, Alfeld, Hildesheim und Hannover. Im Mittellauf der Leine ab Einbeck und im Unterlauf bieten mehrere kommerzielle Anbieter Kanutouren an, die vornehmlich in der warmen Jahreszeit und besonders im Stadtgebiet von Hannover stattfinden.

### Schifffahrt
Die Leine ist von Hannover (Wehr im Schnellen Graben km 16,75) bis zu ihrer Mündung in die Aller (km 112,08) schiffbar. Sie ist eine Bundeswasserstraße, für die bis km 68,00 hinab das Wasserstraßen- und Schifffahrtsamt Mittellandkanal / Elbe-Seitenkanal und von dort weiter bis zur Mündung das Wasserstraßen- und Schifffahrtsamt Weser zuständig ist. Von Kilometer 20,50 bis 22,78 (Wehr Herrenhausen) gilt die Wasserstraßenklasse IV mit Einschränkungen, von Kilometer 110,00 bis zur Mündung in die Aller Klasse II. Durchgehender Schiffsverkehr findet aber nicht mehr statt. Nur örtlich wird die Leine mit sehr kleinen Motorbooten befahren. Oberhalb des Leinewehrs in Hannover-Herrenhausen werden Leine und die Mündungsstrecke der Ihme von Fahrgastschiffen und Sportbooten befahren. An der Westseite des Maschsees verbindet der Schnelle Graben die Leine mit der Ihme. Am Schnellen Graben wurde im Jahr 1745 ein Wehr in Betrieb genommen, um bei Hochwasser die Leine zu entlasten und das Wasser durch die Ihme um Hannover herumzuleiten. Nach Erneuerung des Wehres wird über das dort seit 1922 existierende Wasserkraftwerk immer eine gewisse Menge Wasser in den künstlichen Schnellen Graben umgeleitet. Die Wehranlage wird je nach Bedarf zur Regulierung des Wasserstandes der Leine bedient. Ab hier ist die (Ihme-)Leine schiffbar. Die Leine durchzieht überwiegend Landschaftsschutzgebiete; deshalb ist das durchgängige Befahren der Leine von Hannover bis zur Aller mit Motorbooten verboten.
Dieser Bereich hat über den Verbindungskanal zur Leine und den Stichkanal Hannover-Linden Anschluss an den Mittellandkanal. Vor der Mündung der Leine in die Aller mündet der Schleusenkanal der Allerschleuse Hademstorf in die Leine, in diesem Bereich verläuft die Allerschifffahrt auf 1,54 km Länge durch die Leine.
Im Verlauf der Bundeswasserstraße befinden sich zwei Staustufen, die mit Schleusen ausgestattet sind. Die Schleuse in Hannover-Herrenhausen, gebaut 1720, ist außer Betrieb. Sie war völlig zerfallen und durch Hochwässer verlandet. In den Jahren 1997 bis 2000 wurde sie originalgetreu restauriert. Eine Nutzung ist aber nicht möglich, weil der im Unterwasser liegende Ernst-August-Kanal, der die Verbindung vom Unterwasser der Schleuse zur Leine herstellt, nicht mehr befahrbar ist. Die unter Denkmalschutz stehende Schleuse in Neustadt am Rübenberge, aus dem Jahr 1736, ist seit 2006 durch das Wasserstraßen- und Schifffahrtsamt stillgelegt. Sie wurde als Selbstbedienungsschleuse von Ruderern gelegentlich genutzt.

### Leinekraftwerke
- Bei Kreiensen befindet sich das Pumpspeicherkraftwerk Erzhausen, das einzige dieser Art in Niedersachsen. Es hat eine Nennleistung von 220 MW.
- In Hannover wird die Wasserkraft der Leine in zwei Laufwasserkraftwerken mit einer Nennleistung von 630 kW beziehungsweise 940 kW zur Erzeugung von elektrischem Strom genutzt.

### Kühl- und Nutzwasser
- Das Heizkraftwerk Linden liegt zwar formal an der Ihme, diese führt aber in diesem Abschnitt hauptsächlich Leinewasser.
- Die Sappi Papierfabrik in Alfeld nutzt Leinewasser als Prozesswasser.